# تصنيف بلوم
تصنيف بلوم للأهداف التربوية، وضع التصنيف كدليل لمساعدة المربين والمعلمين في تخطيط الأهداف والخبرات التعليمية المدرسية وبنود الاختيارات بصورة هرمية متدرجة الصعوبة، وقد برزت أهمية تصنيف بلوم في مجال تخطيط المناهج الإثرائية للطلبة الموهوبين والمتفوقين، عن طريق التركيز على المستويات الثلاث العليا من مهارات التفكير التي تضم التحليل والتركيب والتقويم، والتي نادراً ما تحظى باهتمام كاف في التعليم. وهنالك برامج تتخذ من تصنيف بلوم إطاراً مرجعياً لتخطيط الخبرات التعليمية للطلبة الموهوبين والمتفوقين. ويوجه تصنيف بلوم أنظار المربين إلى أهمية تقديم الخبرات التعليمية في مستويات متفاوتة الصعوبة حتى تتلائم مع احتياجات المتعلمين والفروق الفردية بينهم. ومع أنه يجري التركيز عادة على المستويات الأدنى للمعرفة الأكاديمية في برامج التعليم العام والتركيز على المستويات العليا من تصنيف بلوم في برامج تعليم الموهوبين والمتفوقين إلا أن البرنامج التربوي الشامل يجب أن لا يقلل من أهمية أي من هذه المستويات.

## مستويات بلوم
إن المعرفة في موضوع ما، تشكل مكوناً أساسياً للتفكير في المسائل المتعلقة بهذا الموضوع أو ذات الصلة به. وكما يبدو في الجدول الخاص بتصنيف بلوم للأهداف التربوية أن هناك تداخلاً بين المستويات، وأن الإجادة في المستويات العليا تستلزم بالضرورة سيطرة على المستويات الأدنى.
1- المعرفة
- تذكر مادة سبق تعلمها
- التبصر والحدس. استدعاء الحقائق والأسماء والأمثلة والقواعد
- اكتساب المبادئ والأساليب والنظريات والتضمينات. يعرف، يحدد، يسمى، يعد قائمة، يعين، يزاوج

2- الفهم
- فهم معنى المادة. إعادة صياغة المعلومات بكلمات أو رموز؛ توضيح المعاني.
- تفسير العلاقات.
- استخلاص الاستنتاجات.
- إيضاح الأساليب؛
- استنتاج التضمينات. يميز، يترجم، يعطي أمثلة، يستنتج، يعيد صياغة، يفسر، يعيد كتابة، يلخص، يتعرف على، يحول، يشرح.

3- التطبيق
- استخدام المواد المتعلقة في مواقف جديدة. استعمال القوانين والقواعد والنظريات في مواقف جديدة.
- اختيار المواقف والأساليب. يجرّب، يحسب، يحضر، يستخدم، يبرهن، يشغل، يمارس، ينتج، يتنبأ.

4- التحليل
- تحليل المادة إلى عناصرها من أجل فهم بنائها التنظيمي.
- التعرف على الافتراضات والانماط.
- استنباط الاستنتاجات والفرضيات ووجهات النظر.
- تحليل العلاقات والبراهين، والمسائل وعلاقات السبب والأثر.
- التفريق بين الأفكار والأجزاء. يميز، يفرق، يحدد، يستدل، يقسم، يشغل، يستخدم، يبرهن، يمارس، ينتج، يتنبأ.

5- التركيب
- تجميع الأجزاء لتكوين بناء أو نمط جديد.
- تأليف وإعطاء نواتج.
- اقتراح الأهداف والوسائل.
- تصميم الخطط والعمليات.
- تنظيم المفاهيم والنظريات والمشاريع.
- اشتقاق العلاقات والتعميمات. يبرمج، يؤلف، ينشئ، يعدل، ينظم، يخطط، يعيد تنظيم، يعيد بناء، يراجع، يصمم، يولد، يقترض.

6- التقويم
- إصدار حكم على قيمة المادة بالنسبة لهدف معين. الحكم على الدقة والاتساق والموثوقية في المثيرات.
- تقويم الأخطاء والمغالطات والتنبؤات والوسائل والنهايات.
- مراعاة الفاعلية والمنفعة والمعايير؛
- التفريق بين البدائل وطرق العمل. يقدر، ينقد، يبرز، يدعم، يقوم، يفاضل، يقرر، يناقش، يحرر، يكتسب، توصية، يحكم، يصحح.

وقد أورد بلوم (bloom) قائمة طويلة من المهارات والقدرات الفرعية التي تنطوي تحت مصطلح «التحليل» في التصنيف المذكور.
وقد نظمت هذه القائمة في ثلاث فئات هي: تحليل العناصر وتحليل العلاقات، وتحليل المبادئ التنظيمية أو البنائية للمادة أو النص.
وتضمنت القائمة المهارات والقدرات الآتية:
1. التعرف على الافتراضات غير المصرح بها.
2. التمييز بين الحقائق والفرضيات.
3. التمييز بين المقدمات والنتيجة المترتبة عليها.
4. التعرف على الدوافع والتمييز بينها في سلوك الأفراد والجماعات.
5. التمييز بين العبارات المتضمنة لحقائق، وتلك الدالة على مبادئ عامة أو أقوال مأثورة.
6. إستيعاب العلاقات المتداخلة بين الأفكار الواردة في نص معين.
7. التمييز بين علاقات السبب والنتيجة وغيرها من العلاقات.
8. القدرة على تحري المغالطات المنطقية في البراهين أو الحجج أو المناقشات.
9. التمييز بين العبارات ذات الصلة بالموضوع وتلك التي لا ترتبط به.
10. القدرة على التحقق من درجة الإتساق بين الفرضيات والمعلومات المعطاة أو المسلمات.
11. التعرف على الحقائق والافتراضات الأساسية بالنسبة لحجة أو برهان أو رأي علمي.
12. التعرف على العلاقات السببية والتفصيلات المهمة وغير المهمة في سرد تاريخي.
13. التعرف على وجهة نظر الكاتب أو تحيزه في سرد تاريخي.
14. القدرة على رؤية الطرائق المستخدمة في المواد الإعلانية والدعائية وغيرها من المواد الهادفة لإقناع الجمهور.
15. القدرة على استنتاج هدف الكاتب ووجهة نظره ومشاعره كما تبدو في أعماله.
16. القدرة على تمييز الأسلوب أو الشكل والصياغة في إخراج الأعمال الأدبية أو الفنية كوسيلة لفهم معناها.
17. القدرة على تحليل العلاقات بين المواد وأساليب الإخراج وبين العناصر والبناء في العمل الفني.

وإذا نظرنا في محتويات هذه القائمة، لوجدنا أن كثيراً منها يرتبط بمهارة التعرف على العلاقات والأنماط، ومهارة التعرف على الأخطاء والمغالطات المنطقية، ومهارات الملاحظة والتفسير والمقارنة والتطبيق والنقد وغيرها بصورة أو بأخرى.
وقد قدمت الباحثة كلارك نموذجاً لتخطيط الخبرات التعليمية في المدرسة يظهر التمايز فيه بين برامج الطلبة المتفوقين وغير المتفوقين من حيث اتساع قاعدة الخبرات في مستويات التفكير العليا في برامج الطلبة المتفوقين مقابل اتساع الخبرات في المستويات الدنيا للطلبة العاديين.
تمايز الخبرات التربوية بالنسبة للطلبة المتفوقين والعاديين حسب تصنيف بلوم